# Sámí Abú Šeháde
Sámí Abú Šeháde (arabsky سامي ابو شحادة‎, hebrejsky סאמי אבו שחאדה‎‎; * 19. prosince 1975 Lod) je izraelský arabský politik, předseda strany Balad, která je součástí aliance Sjednocená kandidátka, a poslanec Knesetu.

## Životopis
Narodil se v arabské rodině v Lodu a studoval na italsko-křesťanské střední škole Terra Santa v Jaffě. Později vystudoval na Telavivské univerzitě bakalářský obor historie a politologie a magisterský obor dějiny Blízkého východu.
Je členem organizace Madá al-Karmel, která se zabývá výzkumem a politikou izraelských Arabů.

## Politická kariéra
V letech 2011 až 2013 byl členem zastupitelstva Tel Avivu za stranu Balad v rámci rotace ve frakci. Frakce, kterou vedl a která měla pouze jedno křeslo, podepsala v roce 2012 koaliční dohodu se starostou Ronem Chuldajem.
Ve volbách do 22. Knesetu se po odchodu Mazína Ghnaíma umístil na třetím místě kandidátní listiny strany Balad. V rámci aliance Sjednocená kandidátka se umístil na 13. místě. Aliance získala 13 mandátů, díky čemuž se dostal do Knesetu.
Ve volbách do 23. Knesetu se umístil na třetím místě kandidátní listiny strany Balad a na 13. místě v rámci aliance Sjednocená kandidátka. Aliance získala 15 mandátů, díky čemuž se dostal do Knesetu.
V primárních volbách do vedení strany Balad, které se konaly 23. ledna 2021, porazil poslance Knesetu Mtánese Šeháde a byl zvolen předsedou strany. V rámci spojení Baladu, Ta'al a Chadaš se umístil na třetím místě společné kandidátní listiny.

## Názory
V rámci řešení izraelské-palestinského konfliktu zastává názor, že by měly vzniknout dva státy.

## Osobní život

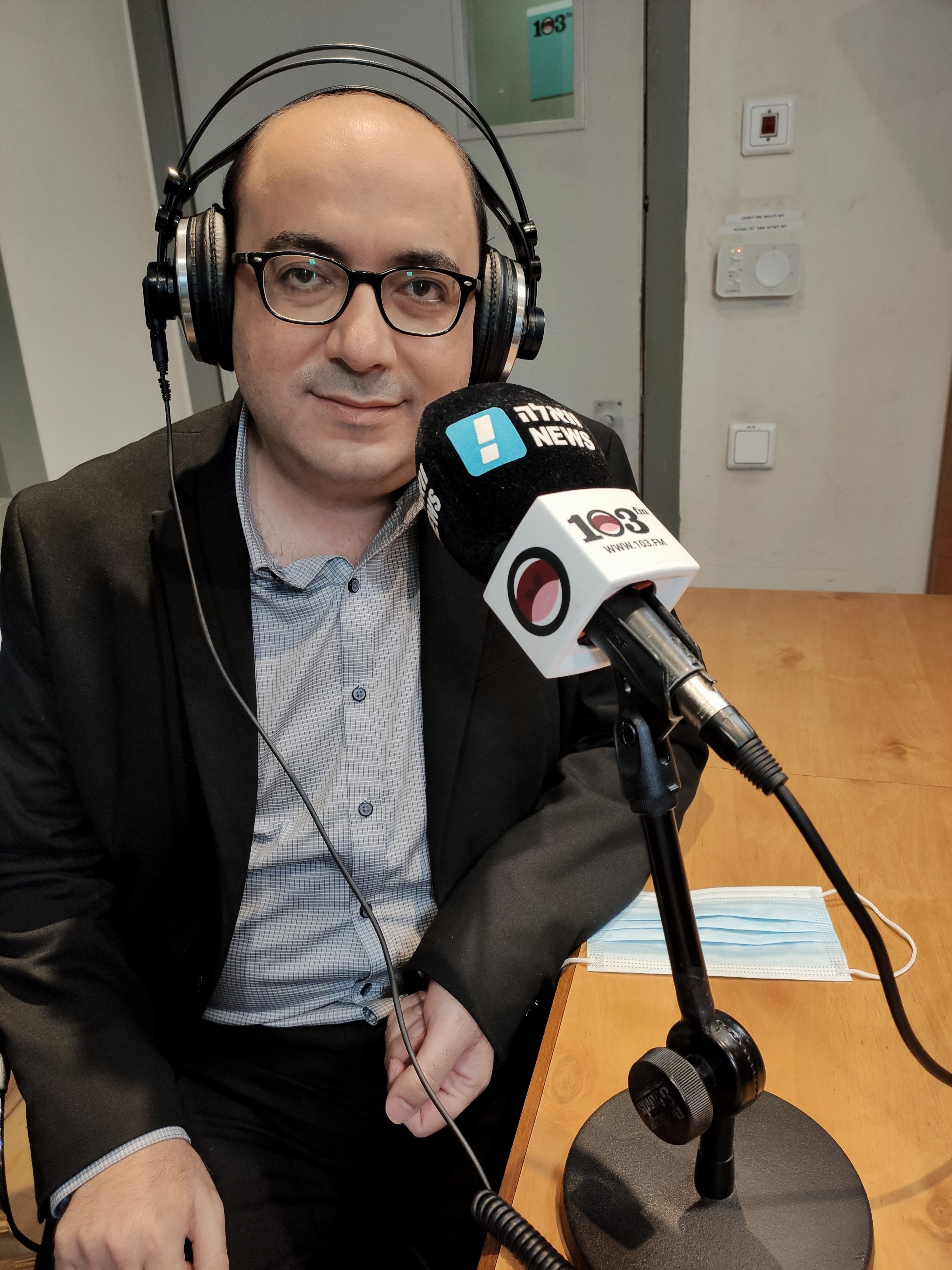
Abú Šeháde při rozhovoru

Je zrakově postižený a je ženatý s Ichs'an Seri, absolventkou francouzské křesťanské školy Collège des Frères a Telavivské univerzity a poradkyní v oblasti vzdělávání. Žijí v Jaffě a mají dvě děti.